# Rue de Belfort (Lyon)
Pour les articles homonymes, voir Rue de Belfort.
La rue de Belfort est l'une des artères principales du quartier de la Croix-Rousse à Lyon en France.

## Description
Elle débute à proximité immédiate des pentes de la Croix-Rousse et du premier arrondissement et se terminant au rond-point à l'extrémité nord de la grande rue de la Croix-Rousse à proximité de la ville de Caluire-et-Cuire.

## Histoire
Cette voie a d'abord été appelée rue Saint-Vincent-de-Paul. Son nom actuel lui a été attribué le 22 février 1871.
Claudius Linossier a travaillé et habité cette rue de 1926 à 1953 comme le rappelle une plaque commémorative.

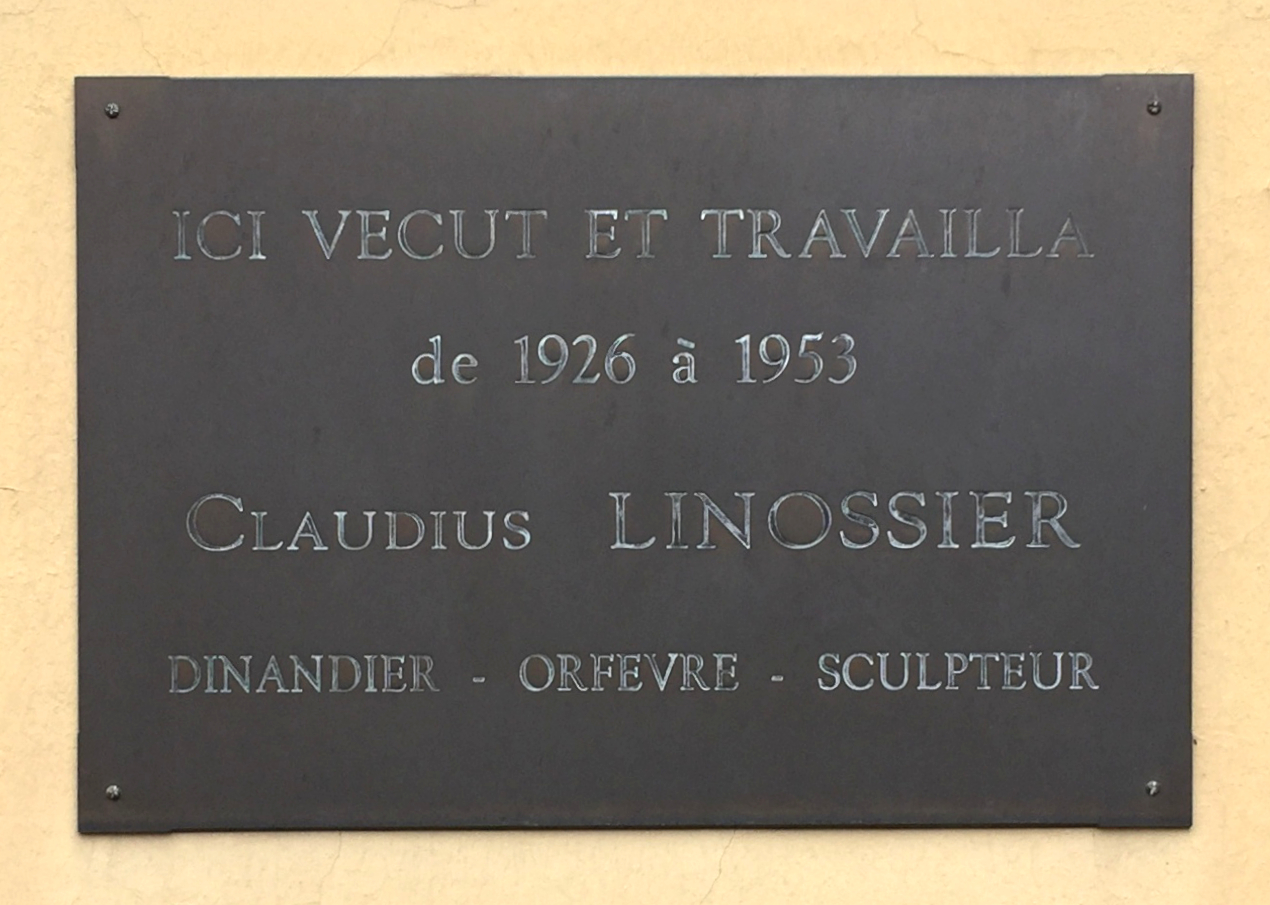
Plaque commémorative rue de Belfort : Claudius Linossier.